# Admesturius schajovskoyi
Espèce
Admesturius schajovskoyi est une espèce d'araignées aranéomorphes de la famille des Salticidae.

## Distribution
Cette espèce se rencontre en Argentine dans la province de Neuquén et au Chili dans la région des Lacs,.

## Description
La femelle holotype mesure 4,80 mm et le mâle paratype 4,07 mm.

## Étymologie
Cette espèce est nommée en l'honneur de Sergio Schajovskoy.

## Publication originale
- Galiano, 1988 : Revision de los géneros del grupo Hurieae (Araneae, Salticidae). Journal of Arachnology, vol. 15, no 3, p. 285-301 (texte intégral).